# جيري كوين
جيري كوين (بالإنجليزية: Jerry Coyne)‏ (ولد في 30 ديسمبر 1949) هو أستاذ بيولوجيا أمريكي، والمعروف عن تعليقه على التصميم الذكي. باحث وكاتب غزير الإنتاج، نشر مقالات في عشرات الصحف عن نظرية التطور. وهو حاليا أستاذ في جامعة شيكاغو في قسم علم البيئة والتطور. تركيزه هو الانتواع والاصطناع تطوري حديث. وهو مؤلف كتاب «لماذا التطور حقيقة». وله موقع إلكتروني بنفس اسم كتابه.
اكتسب كوين شهرته خارج المجتمع العلمي عندما انتقد الدين بشكل علني وغالبًا ما يتم الاستشهاد بكلامه مع باقي الملحدين مثل ريتشارد دوكينز وسام هاريس. وهو مؤلف كتاب (الإيمان ضد الحقيقة: لماذا العلم والدين غير متوافقين). تقاعد كوين رسميًا في عام 2015.

## أعماله العلمية
تخرجَ كوين بشهادة بكالوريوس في علم الأحياء من كلية وليام وماري في عام 1971. وتوقف مشروع التخرج الخاص بس في جامعة روكفلر والذي كان تحت اشراف الأستاذ ثيودوسيوس دوبجانسكي عندما تم تجنيده في الجيش. حصل بعد ذلك على درجة الدكتوراه في علم الأحياء من جامعة هارفارد في عام 1978، ودرسَ تحت اشراف ريتشارد ليونتين، واستمر في الدراسة والعمل على أبحاث ما بعد الدكتوراه في جامعة (كاليفورنيا ديفيس) مع تيموثي بروت. حصل على زمالة غوغنهايم في عام 1989، وانتُخِبَ لعضوية الأكاديمية الأمريكية للفنون والعلوم في عام 2007، وحصل على جائزة (امبراطور بدون ملابس) من مؤسسة التحرر من الدين في عام 2011.
شغلَ كوين منصب رئيس جمعية دراسة التطور في عام 2011 ونائب رئيسها في عام 1996، وعملَ كمساعد محرر في مجلة التطور منذ عام 1985 وحتى 1988 وأيضًا منذ عام 1994 وحتى 2000، وفي مجلة عالم الطبيعة الأمريكية بين عامي 1990 و1993. وقد قام بتدريس علم الأحياء التطوري، والنمو، والتحليل الوراثي، والقضايا الاجتماعية والمعرفة العلمية، والكلام والكتابة العلمية. يعتبر كوين أنَّ علم الأحياء التطوري: «يشبه الفنون الجميلة في العلوم، بحيث أنه جميل وصحيح أيضًا، وذلك يشكل ميزة إضافية فيه».
```
تم نشر أعماله على نطاق واسع في المجلات العلمية المتخصصة وكذلك في المجلات الرئيسية مثل 
نيويورك تايمز
، ومجلة التايمز الأدبية، ومجلة نيو ريببليك. تشمل اهتماماته البحثية التعداد السكاني وعلم الوراثة التطوري، والإنتواع، والوراثة البيئية والكمومية، وتطور الكروموسومات، والمنافسة بين الحيوانات المنوية.
[
10
]
[
11
]
[
12
]
[
13
]
```

يعتبر كوين أحد منتقدي نظريات الخلق والتطور الإلهي والتصميم الذكي، والذي يصفها بأنها: «أحدث تمثيل كاذب قام به الفكر الديني، صاغه بذكاء مجموعة جديدة من الهواة للتحايل على القيود القانونية».
```
يعبر كوين عن قلقه من التباعد بين ما يعتقده الجمهور حول التطور وما يعتقده العلماء عن التطور. يقول إن قيمة دراسة التطور هي في إيجاد القصة الحقيقة لأصولنا واستعادة روح التساؤل والتشكيك لدى العامة.
[
14
]
```

كتب كوين في عام 1996 نقدًا لنظريات الخلق والتصميم الذكي في أول مقالة كبيرة له في مجلة نيو ريببليك وهي مراجعة لكتاب (عن الباندا والناس)، والتي كانت البداية لتاريخ طويل من الكتابة عن التطور والخلق.
عدد كوين الأدلة التالية للتطور بحسب ما ذكر في كتابه وفي أماكن أخرى:
- السجل الأحفوري.
- علم الأجنة.
- البيولوجيا الجزيئية.
- وجود الأعضاء الأثارية.
- الجغرافيا الحيوية.
- التشابه في ترتيب الحمض النووي بين الأنواع المختلفة والذي تم ملاحظته أيضًا كتغير معتمد على الوقت وعلى شكل حمص نووي غير مهم (junk DNA).[16]

توفر السجلات الأحفورية المتعلقة بفترات انتقالية دليلًا غنيًا للتطور. تنبأ تشارلز داروين بوجود مثل هذه الأحافير في عام 1859، ومن بين الأحافير التي تم التعرف عليها لاحقًا:
- سمكة تكتكاليك (دليل على الانتقال بين الأسماك والبرمائيات).
- إكتوستيجة (دليل على الانتقال بين البرمائيات والزواحف).
- الزواحف على شكل ثدييات.
- الأركيوبتركس (دليل على الانتقال بين الزواحف والطيور).
- الحوت الجوال (دليل على الانتقال بين الثدييات البرية والحيتان).
- أحافير الإنسان المبكرة مع الجماجم الشبيهة بالقردة.
- سلسلة من الأحافير الأرضية بين الحيوانات البرية والحيتان.

ولا يقتصر الدليل على هذه الأحافير المتعلقة بفترات انتقالية فقط، بل يشير إلى حقيقة أن التطور يحدث في السجل الاحفوري خلال أوقات تمتد من الاسلاف المفترضين إلى أقاربهم الجدد.
تم تسمية الضفدع الإكوادوري أتيلوبوس كويني على اسم كوين. حيث قام كوين بتجميع النموذج النوعي له في مستنقع خلال رحلة للبحث عن الضفادع إلى غرب الإكوادور قام بها كطالب في أواخر السبعينيات.

## الإلحاد
وُلد كوين لأبوين يهوديين، ويعتبر نفسه يهوديًا علمانيًا، وهو مناهض للأديان بشكل علني. ويدعم أطروحة الطبيعانية الوجودية وأطروحة الصراع (الصراع بين الدين والعلم). يدعي كوين أن الدين والعلم غير متوافقين في الأساس، وأن التقييم العقلاني للأدلة هو الوحيد القادر على اكتشاف العالم والطريقة التي يعمل بها بشكل موثوق، وأن العلماء الذين يحملون معتقدات دينية لا يمثلون منها سوى فكرة الالتزام بدين معين، ويقول: «يمكن لهؤلاء الناس أن يحملوا مفهومين متناقضين في رؤوسهم في ذات الوقت». (التناقض المعرفي). وقال كوين أن عدم التوافق بين العلم والدين يرجع إلى اختلافات لا يمكن حلّها في المنهجية والفلسفة والنتائج عندما يحاولون اكتشاف الحقائق الكونية.
ومن اجل المواضيع المتعلقة بالتطور فإن مدوّنته لماذا التطور حقيقة التي ضمّت أكثر من 50000 متابع بتاريخ 14 كانون الأول عام 2018 تناقش مواضيع تمتد بين العلوم والأخلاق الطبية والإلحاد والحتمية (مذهب فلسفي يعتقد ان الإنسان مسيّر بكل افعاله) والفلسفة وحرية التعبير. شارك بشكل متكرر في المنتديات العامة والمناظرات المشتركة مع المتدينين.

## انتقاده للمعتقدات الزائفة
يرد كوين من خلال تعليقاته على منتقدي العلم والتطور. حيث يحدد بوضوح أسباب تفكريه المشكك دومًا. يقول: «يتطلب كل تقدم علمي بيئة من التشكيك القوي».
وهو ينتقد أتباع نظرية الخلق الذين يبدو أنهم منغلقون ذهنيًا بسبب التمسك بمحتوى الكتاب المقدس حرفيًا. يشكك في مفهوم الخلق الذي يقول أنَّ الحيوانات تتطور داخل الأنواع نفسها فقط، وهو في حد ذاته قبول واعتراف بالحيوانات الوسيطة الانتقالية بين مجموعات مختلفة بشكل كبير منها (أي الحيتان وأقاربها الأرضية) الموجودة في جميع أنحاء السجل الأحفوري.
يعتقد كوين أن كلا الجانبين في هذه المناظرات التي تقام بين أنصار التطور وأنصار نظرية الخلق الشباب يمكن أن يستفيدوا من فهم أفضل للسجل الأحفوري وللأدوات الحديثة مثل التأريخ البياني (Isochron)، وهو يعتبر أن عدم قدرة بعض أنصار نظرية الخلق على معالجة هذه المواضيع يشير بشكل كامل إلى أن: «الدين يمكن أن يسمم عقل المرء بعمق بحيث يصبح محصنًا ضد الواقع وحقيقة الكون».
وهو ينتقد أيضًا حركة التنوع العصبي، مدعيًا أنها حركة متطرفة تود منع العلاج الطبي عن أي شخص يعاني من حالة عقلية (وخاصة مرض التوحد) حتى لو أراد ذلك الشخص الخضوع للعلاج الطبي.

## السياسة وحرية التعبير
يعتبر كوين نفسه (ليبراليًا تقليديًا) وله تاريخ طويل من النشاط الليبرالي. تم القبض عليه عندما كان في الكلية بسبب تسليم رسالة إلى سفارة دولة جنوب أفريقيا ضد التمييز العنصري. كما عبّرَ عن احتجاجه بشكل متكرر ضد الحرب في فيتنام. يكره كوين محاولات بعض الليبراليين المعاصرين لإسكات الناس ومنعهم من التعبير. يؤمن كوين بحرية التعبير للجميع ولا يحب رؤية الجامعات تُبعِدُ بعض المحاضرين مثل ستيف بانون بسبب الاحتجاجات التي تعرّضَ لها. يقول كوين: «لا أستطيع التفكير في أن أحثَّ جامعةً على سحب دعوتها من أي شخص كان. بشرط ألّا يكون انسانًا عنصريًا ضد السود، وألّا يكون ضد الهجرة. حرية التعبير يجب أن تدافع عن أكثر الناس المكروهين».
يؤمن كوين بالعدالة الاجتماعية لكنه يشعر أن سياسات الهوية (مجموعة من السياسات التي تركز على المصلحة الذاتية ووجهات النظر الخاصة بها) تحولت إلى استراتيجيات هوية. وهو يؤمن بحركات دعم الحقوق المدنية للسود وحقوق المرأة في ستينيات القرن الماضي، حيث أنهم يُعتبرون ضحية السياسات التي لا تستحق أن نفتخر بها، بل ويجب محاربتها.

## الحتمية
صدّقَ كوين فكرة الحتمية بعد قراءة ورقة كتبها أنتوني كاشمور تتحدث عن الحتمية ونظام العدالة الجنائية. ويقول إنّ الاعتقاد بأننا لا نملك إرادة حرة يجعلنا أكثر تعاطفًا وأقل عقلانية في الحكم. قال كوين: «إن الكثير من السياسات (ولا سيما السياسة الجمهورية) تعتمد على افتراض أن الناس مسؤولون عن حياتهم الخاصة. لذلك يتم التعامل مع الأشخاص الذين يعيشون حياة فارهة أو الأشخاص الفقراء الذين لا مأوى لهم كما لو كان بإمكانهم تغيير ذلك الواقع. أو أن يحصلوا على وظيفة، أو أن يتزوجوا ليكون لأطفالهم آباء ملتزمين، لكنهم لم يستطيعوا فعل ذلك لأنهم ضحايا الظروف».

## حياته الشخصية
وفقًا لمقالة شيكاغو مارون التي نُشرَت بتاريخ 14 شباط 2018 ما زال كوين منذ تقاعده يذهب إلى مكتبه كل يوم وينشر بشكلٍ أكبر مما كان ينشره خلال مسيرته الأكاديمية. يوجد داخل المكتب العديد من الرسوم التي وقّعها طلاب كانوا يحضّرون لمرحلة الدكتوراه أو الباحثون الذين جاءوا للعمل في عطلة أو مناسبة خاصة.

## المنشورات

### أوراق علمية جديرة بالذكر
تشمل المنشورات العلمية لكوين والتي تمت مراجعتها علميًا العديد من الأبحاث التي نشرت في مجلة الطبيعة (Nature) ومجلة العلم (Science) بالإضافة إلى بعض المنشورات الحديثة في مجلات أخرى.
كوين هو مؤلف وناقد كثير العمل، بالإضافة لتقديمه مئات العروض الاختصاصية وبطاقات الدعوة للتعقيب على الأعمال ومنشوراته المتنوعة. ركزَ كوين بشكل خاص على المنشورات المتعلقة بالتطور مثل كتاب أصل الأنواع وعلم الوراثة التطوري والنظريات المرتبطة بالتطور. يظهر هذا الاهتمام من خلال أبحاث كوين وكتاباته التخصصية وخاصة في مجلة التطور والمجلة الدولية للتطور العضوي.

### كتبه
- تشكيل الأنواع الجديدة في التطور (Speciation). نُشِرَ بتاريخ 30 حزيران عام 2004 بالاشتراك مع (Jerry A) و (H. Allen Orr)، الرقم الدولي المعياري للكتاب: ISBN 978-0-87893-089-0
- لماذا التطور حقيقة (Why Evolution is True). بالاشتراك مع (Jerry A)، نُشِرَ بتاريخ 22 كانون الثاني عام 2009. مطبعة جامعة أكسفورد. الرقم الدولي المعياري للكتاب: ISBN 978-0-19-923084-6. رقم الكتاب على مركز المكتبة الرقمية على الإنترنت: OCLC 233549529
- الإيمان ضد الحقيقة: لماذا العلم والدين غير متوافقين. بالاشتراك مع (Jerry A)، نُشر بتاريخ 19 أيار عام 2015. الرقم الدولي المعياري للكتاب: ISBN 978-0670026531.

### منشوراته في مجلة نيو ريببلك
- الإيمان الذي لا يجرؤ على نطق اسمه: الدعوة ضد التصميم الذكي.
- آن كولتر وتشارلز داروين.
- الرؤية والإيمان: المحاولة غير المنتهية للتوفيق بين العلم والدين، ولماذا محكوم عليها بالفشل.
- الطفرة العظيمة. مراجعة لكتاب (حافة التطور) لمايكل بيهي.

### مؤلفات أخرى
- رسالة إلى تشارلز داروين. (احتفالًا بالذكرى السنوية 200 لميلاد داروين).
- كتب كوين بشكل كبير على موقعه على الإنترنت في مدونته (Why Evolution Is True)، حيث كان ينشر عدة مرات في معظم الأيام. وتختلف الموضوعات بين فضح زيف نظريات الخلق، والترويج للتفكير والبحث العلمي، والتعليق على الأبحاث الأكاديمية المثيرة للاهتمام والبحوث العلمية، والغذاء الجيد وحبه للقطط.
- تم الإعلان عن حصول كوين على جائزة ريتشارد دوكينز بتاريخ 4 أذار عام 2015.
- أعلن كوين في يوم 30 سبتمبر 2015 (بالمصادفة هو اليوم الدولي لحقوق منتقدي الأديان) لقراء موقعه على الإنترنت أنّه تقاعد من التدريس والبحوث الأكاديمية. تابع كوين بصفته أستاذًا سابقًا النشر على موقعه والكتابة وإلقاء المحاضرات.